# Måsfjärden
Måsfjärden är en fjärd i Finland. Den ligger i Nagu landskapet Egentliga Finland, i den sydvästra delen av landet, 180 km väster om huvudstaden Helsingfors.
Måsfjärden är en långsmal fjärd som löper mellan Storlandet och Bergholm i norr samt Snäckö, Lånholm och Bergö i söder. I öster avgränsas fjärden av Halsholm och Bildholm, men den har förbindelse med Tällholms fjärden genom Bildholms sund. I väster ansluter den till Storströmmen.